# 复旦大学新闻学院
复旦大学新闻学院前身为复旦大学新闻系，建立于1929年9月，是复旦大学下属院系之一，也是中国大陆地区新闻传播领域的的人才培养基地，該學院有“记者摇篮”之称。

## 历史沿革
1929年9月，复旦大学按照教育部颁布的大学规程改科为系，原中国文学科分别设立中国文学系与新闻学系，复旦大学新闻学系正式成立。复旦大学新闻学系首任系主任为中国文学科谢六逸教授。谢六逸毕业于日本早稻田大学，自1926年2月起在复旦大学中国文学科任教。谢六逸担任新闻学系主任后，亲自拟定《复旦大学新闻学系简章》，全面阐述其办系思想：“社会教育，有赖报章，然未受文艺陶冶之新闻记者，记事则枯燥无味，词章则迎合下流心理，于社会教育了无关涉。本系之设，即矫正斯弊。从事文艺的新闻记者之养成，即示以正确之文艺观念，复导以新闻编辑之规则，庶几润泽报章，指导社会，言而有文，行而能远。”
1932年9月，复旦大学成立文、理、商、法4个学院。新闻学系隶属文学院，谢六逸继续担任新闻学系主任。
1937年11月，上海沦陷后，复旦大学与大夏大学组织临时联合大学，复旦大学作为第一部分迁往江西庐山牯岭。系主任谢六逸因故未去庐山，由文学院院长伍蠡甫代理系主任工作。
1938年2月，复旦大学大部分师生迁往重庆北碚复校。
1942年9月，陈望道正式接任系主任，倡导民主办学，把“宣扬真理、改革社会”作为办系指导原则，鼓励学生“有胆有识”、“学有专长”。1945年，由他发起筹建的“新闻馆”举行开馆典礼，同时举办第二 次“世界报纸展览会”。“复旦新闻馆,天下记者家”的著名对联，使集教学、科研、实验于一体的“新闻馆”名闻遐迩。
1946年6月，新闻学系随同学校一起迁回上海江湾。新闻界知名人士赵敏恒、杜绍文、袁伦仁、卜少夫、萧乾、储安平等应聘在新闻学系兼课。
1949年8月，上海私立暨南大学新闻系并入复旦大学新闻系。文革期间，新闻学系受到冲击，一度停办。文革结束后，新闻学系拨乱反正，恢复教学。
1988年6月10日，经教育部批准，复旦大学新闻学院成立，由原新闻学系扩建而成，为国内高校最先建立的新闻学院。徐震任院长，林帆、李良荣任副院长。
1994年，建立广告学专业，并招收首批本科生。
2001年12月，中共上海市委宣传部与复旦大学签署合作协议，部校共建新闻学院。
2002年起，解放日报报业集团等六家新闻单位成为新闻学院首批定点教学实习单位。新闻学院还是国务院新闻办唯一的“省部级新闻发言人”评估机构。
新闻学院在新闻理论、传播理论、传播学实证调查、视觉文化与传播等研究领域居于中国领先水平，产生了一批国内领先的创新性学术成果，逐步建立了国际影响。

## 总体现状
新闻学院地处上海杨浦区五角场商业中心区，交通便利，信息通畅。院区占地88亩，图书楼、办公楼和教学楼总建筑面积达9300平方米，学院现有全职教职工70人，其中教授18人（博士生导师16人），副教授19人，讲师13人，还聘请了一批学识精湛、经验丰富的知名专家、学者为兼职教授和兼职研究员，并聘请外籍专家担任顾问教授。部分专业的研究生教育采用学界与业界合璧的“双导师制”。学院目前在读本科生、硕士生和博士生（包括港澳台学生和外国留学生）学生总数近1500人，其中有在复旦学院接受通识教育的新生260多名，本科生720多名，硕士生250多名，博士生80多名，外国留学生170多名。新闻学院毕业生以理论功底扎实、知识面广、适应能力强著称，众多毕业生已经成为当今中国新闻界的骨干力量。迄今已与美国哥伦比亚大学新闻学院、密苏里大学新闻学院、英国伦敦政经学院（LSE）、金史密斯学院、弗吉尼亚联邦大学（VCU）、奥地利维也纳大学、萨尔茨堡大学（页面存档备份，存于）、日本早稻田大学、东京大学、新加坡南洋理工、香港中文大学等40多个国家和地区的一流院系建立了人员交流和项目合作关系。

## 学术研究

### 国家级研究基地
- 复旦大学新闻传播与媒介化社会研究国家哲学社会科学创新基地

成立于2006年3月，是教育部“985工程二期”项目之一，也是国家级哲学社会科学研究基地。
创新基地将被打造成理论创新、学术交流、人才培养、舆情调查、资料数据、哲学社会科学研究公共服务的平台和新闻传播学研究的重镇。

### 研究中心
- 复旦大学视觉文化研究中心
- 复旦大学国际公共关系研究中心
- 媒介素质研究中心
- 国际出版研究中心
- 复旦—金史密斯纪录影像中心[8]